# Румыния на «Евровидении-2000»
Румыния в третий раз приняла участие в телевизионном конкурсе Евровидение-2000, который состоялся 13 мая в Глобен-арена в Стокгольме, Швеция. Страна вернулась на Евровидение после вынужденного годового перерыва, связанного с плохим результатом их предыдущей заявки Eu cred в исполнении Мэлины Олинеску на конкурсе 1998 года и, как следствие, низким средним баллом за предыдущие пять конкурсов. Страну представляла фолк-рок-группа Taxi с песней The Moon, написанной лидером группы Даном Теодореску. По итогам голосования Румыния заняла 17-е место из 23, набрав 25 очков, зафиксировав, тем самым лучший результат Румынии на Евровидении. Однако данный результат вновь привёл Румынию к вылету из конкурса и понижению её до «пассивного участника». Поэтому, The Moon стала предшественницей румынской заявки на Евровидение-2002 Tell Me Why в исполнении Моники Ангел и Марселя Павла. Конкурс был показан на канале TVR1 с комментариями Леонарда Мирона. Глашатаем была Андрея Марин.

## До «Евровидения»

### Selecţia Naţională 2000
Начиная с 1993 года, когда Румыния попыталась дебютировать на Евровидении, Телевидение Румынии (TVR) организовывало национальный отбор Selecţia Naţională. Данная организация продолжила свою работу и для выбора заявки на конкурс 2000 года. Пятый выпуск Selecţia Naţională состоялся 27 февраля 2000 года во Дворце детей (Palatul Copiilor) в Бухаресте. Ведущими были Дан Негру и Целия Петрику. Тринадцать песен было представлено для участия в отборе, а победитель был определён посредством голосования телезрителей. В ходе процедуры возникли некоторые проблемы на линии телефонных звонков, и поэтому голосование проводилось три часа вместо положенного одного. Участники группы Valahia, занявшие второе место, протестовали против решения телекомпании и намеревались подать в суд за нарушение регламента процедуры. Тем не менее, победа досталась группе Taxi, набравшей наибольшее количество очков. Певицы Никола, Моника Ангел и Луминица Ангел, также участвовавшие в отборе, позже будут представлять Румынию на Евровидение-2003, 2002 и 2005 соответственно.
| Порядок выступления | Исполнитель                              | Название песни                      | Перевод                           | Очки | Место |
| ------------------- | ---------------------------------------- | ----------------------------------- | --------------------------------- | ---- | ----- |
| 1                   | Taxi                                     | «Luna»                              | «Луна»                            | 474  | 1     |
| 2                   | Никола feat.Un-Q Sapro & Evrika          | «I Feel Good»                       | «Я чувствую себя хорошо»          | 226  | 13    |
| 3                   | 2 B Brothers                             | «Doar privirea ta»                  | «Только твои глаза»               | 248  | 8     |
| 4                   | Моника Ангел, Георге Замфир, Body & Soul | «Let the Music Come into Your Soul» | «Пусть музыка войдёт в твою душу» | 396  | 3     |
| 5                   | No Comment                               | «Regina mea»                        | «Моя королева»                    | 297  | 7     |
| 6                   | Роксана Якоб                             | «Alone»                             | «Одна»                            | 240  | 12    |
| 7                   | Елена Карстя                             | «Let’s Change the World»            | «Давай изменим мир»               | 306  | 5     |
| 8                   | Valahia                                  | «Why»                               | «Почему»                          | 449  | 2     |
| 9                   | Люминица Ангел                           | «M-ai înșelat»                      | «Ты обманул меня»                 | 301  | 6     |
| 10                  | Sfinx Experience                         | «Alb sau negru»                     | «Белое или чёрное»                | 246  | 11    |
| 11                  | Лауренциу Казан                          | «Survive și iarăși voi zbura»       | «Выживи и ты снова взлетишь»      | 248  | 8     |
| 12                  | Даниел Робу                              | «I Can Touch the Stars»             | «Я могу коснуться звёзд»          | 326  | 4     |
| 13                  | Direcţia 5                               | «Poţi să visezi»                    | «Ты можешь мечтать»               | 247  | 10    |

## На «Евровидении»
Согласно правилам конкурса Евровидение-2000 к участию допускаются страна-победительница прошлого выпуска, члены клуба «большой четвёрки» (Великобритания, Германия, Испания и Франция), 13 стран, имеющих высокий средний балл по итогам прошлых пяти конкурсов и те страны, которые не участвовали в предыдущем выпуске, но транслировали его. Поскольку Румыния не принимала участие в Евровидение-1999, но транслировала его, то она была допущена к участию в 2000 году. Группа Taxi выступала под номером 6, между Францией и Мальтой. Для участия на Евровидение-2000 Дан Теодореску презентовал версию своей песни на английском языке под названием The Moon, в отличие от румынского оригинала, прозвучавшего во время отбора. По итогам голосования Румыния заняла 17-е место из 23, набрав 25 очков, включая 12 очков от Республики Македония, зафиксировав, тем самым лучший результат Румынии на Евровидении. Однако данный результат вновь привёл Румынию к вылету из конкурса и понижению её до «пассивного участника». Страна вернулась в 2002 году. Румыния была одной из шести стран, кто использовал голоса жюри, а не телезрителей. 12 очков румынское жюри присудило России. Россия присудила Румынии 6 очков.

### Голосование
| Очки      | Страна      |
| --------- | ----------- |
| 12 баллов | - Македония |
| 10 баллов |             |
| 8 баллов  |             |
| 7 баллов  | - Хорватия  |
| 6 баллов  | - Россия    |
| 5 баллов  |             |
| 4 балла   |             |
| 3 балла   |             |
| 2 балла   |             |
| 1 балл    |             |

| Очки      | Страна         |
| --------- | -------------- |
| 12 баллов | Россия         |
| 10 баллов | Македония      |
| 8 баллов  | Хорватия       |
| 7 баллов  | Мальта         |
| 6 баллов  | Эстония        |
| 5 баллов  | Испания        |
| 4 балла   | Финляндия      |
| 3 балла   | Великобритания |
| 2 балла   | Ирландия       |
| 1 балл    | Дания          |